# Sommernachtslieder
Die Sommernachtslieder sind ein dreitägiges Freiluftfestival, das seit 2016 in dem ehemaligen Kloster Dalheim im westfälischen Kreis Paderborn veranstaltet wird. Bis 2019 fanden an einem Wochenende im Juni oder Juli jährlich drei Konzerte im Ehrenhof statt. Seitdem werden sie im zweijährigen Turnus veranstaltet, im Wechsel mit dem Dalheimer Sommer.   Veranstalter der Konzerte ist die Stiftung Kloster Dalheim. LWL-Landesmuseum für Klosterkultur in Kooperation mit dem KulturBüro-OWL.
Im Jahr 2025 wurden die Sommernachtslieder im Rahmen des Kulturprogramms zum Jubiläumsjahr "1.250 Jahre Westfalen" veranstaltet.

## Programm
Auf dem Programm des Festivals stehen Konzerte aus unterschiedlichen Genres, wie etwa Swing und Jazz, Rock, Poesie und Balladen sowie Musik von Liedermachern. Zum Konzept des Festivals gehören vor allem Lieder in der deutschen Muttersprache.
Folgende Künstler traten bereits bei den Sommernachtsliedern auf:
2016: Götz Alsmann und Band, Roman Lob und Gäste
2017: Manfred Maurenbrecher und Stoppok, Felix Meyer und Wolf Maahn, Götz Alsmann mit den Zucchini Sistaz und dem Tiffany-Ensemble
2018: Konstantin Wecker, Etta Scollo und Joachim Król, Götz Alsmann und Band
2019: Klaus Lage, Zucchini Sistaz, Klaus Hoffmann
2021: Bläck Fööss, Peter Lohmeyer und Syndikat Gold, Götz Alsmann und Band
2023: Bläck Fööss, Reinhold Beckmann Trio, Zucchini Sistaz und Wildes Holz
2025: Heinz Rudolf Kunze, Annett Louisan, Zucchini Sistaz, Sebastian Krämer und Marilyn Boadu

## Veranstaltungsort

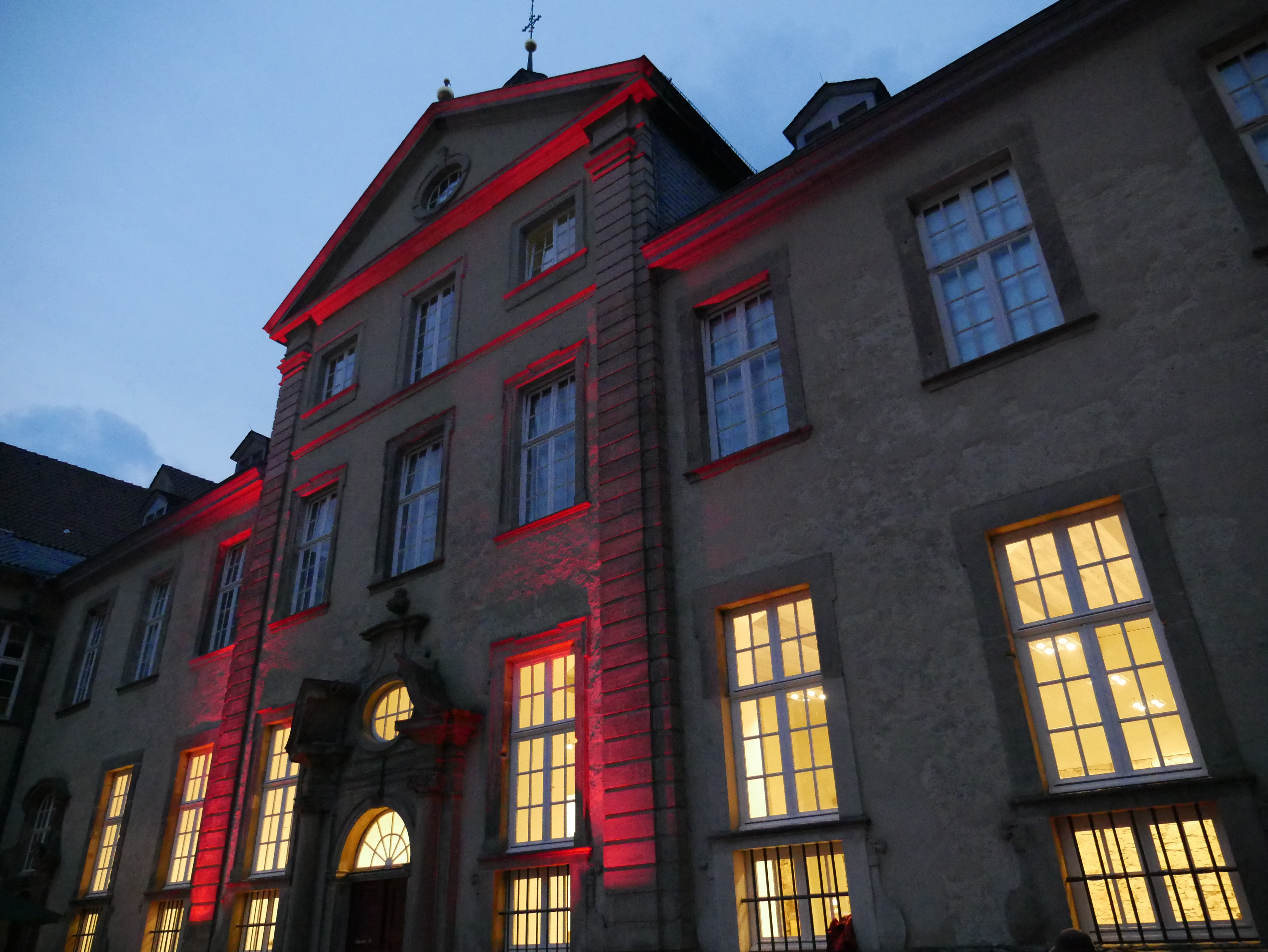
Fassade des Klosters Dalheim

Die Stiftung Kloster Dalheim. LWL-Landesmuseum für Klosterkultur ist eines der 18 Museen des Landschaftsverbandes Westfalen-Lippe (LWL) und Deutschlands einziges Landesmuseum für klösterliche Kulturgeschichte. Es wird gemeinsam vom LWL und der Stiftung Kloster Dalheim getragen und ist beheimatet in dem rund 800 Jahre alten ehemaligen Kloster Dalheim.
Die Konzerte finden im barocken Ehrenhof des einstigen Augustiner-Chorherrenstifts statt. Umgeben von der eindrucksvollen Schlossarchitektur der Anlage werden hier insgesamt 750 Sitzplätze geschaffen.

## Sponsoren
Das Freiluftfestival Sommernachtslieder wurde 2025 von der WestfalenWIND GmbH, der VM VermögensManufaktur sowie Erna Maria und Dr. Ulrich Greiffenhagen gefördert.